# Josh Stallings
Pour les articles homonymes, voir Stallings (homonymie).
Josh Stallings, né en 1958, est un écrivain américain, auteur de roman policier.

## Œuvre

### Romans

#### SérieMoses McGuire
- Beautiful, Naked and Dead (2011)
- Out There Bad (2011)
- One More Body (2013)

#### Autres romans
- Young Americans (2015)
- Tricky (2021)

### Autres ouvrages
- All the Wild Children (2013)

## Prix et distinctions

### Nominations
- Prix Anthony 2013 de la meilleure œuvre de non fiction pour All the Wild Children[1]
- Prix Anthony 2016 du meilleur livre de poche original pour Young Americans[1]
- Prix Anthony 2016 du meilleur livre audio pour Young Americans[1]
- Prix Lefty 2016  pour Young Americans[2]